# Yüksək Liqa w piłce siatkowej (2024/2025)
Yüksək Liqa 2024/2025 − 33. sezon mistrzostw Azerbejdżanu w piłce siatkowej zorganizowany przez Azerbejdżański Związek Piłki Siatkowej (azer. Azərbaycan Voleybol Federasiyası, AVF). Rozpoczął się 4 grudnia 2024 roku i trwał do 25 kwietnia 2025 roku.
W rozgrywkach uczestniczyło 6 drużyn. W porównaniu z poprzednim sezonem do najwyższej klasy rozgrywkowej dołączyły zespoły Gənclər i Xilasedici.
Yüksək Liqa składała się z fazy zasadniczej oraz fazy play-off. W fazie zasadniczej drużyny rozegrały ze sobą po cztery spotkania. Do fazy play-off awansowały cztery najlepsze zespoły. Faza play-off obejmowała półfinały, mecze o 3. miejsce i finały.
Po raz drugi, jednocześnie drugi raz z rzędu, mistrzem Azerbejdżanu został klub Azerrail, który w finałach fazy play-off pokonał Murov Az Terminal. Trzecie miejsce zajął zespół Xilasedici. Najlepszym zawodnikiem (MVP) sezonu został wybrany Rosjanin Siergiej Płatanienkow.

## System rozgrywek
Yüksək Liqa składała się z fazy zasadniczej oraz fazy play-off. W fazie zasadniczej drużyny rozegrały ze sobą po cztery mecze. Cztery najlepsze zespoły awansowały do fazy play-off. Pozostałe drużyny zakończyły udział w rozgrywkach.
Faza play-off obejmowała półfinały, mecze o 3. miejsce i finały. Półfinałowe pary powstały na podstawie miejsc zajętych przez poszczególne drużyny w fazie zasadniczej zgodnie z kluczem:
- para 1: 1 – 4;
- para 2: 2 – 3.

Zwycięzcy w półfinałowych parach awansowali do finałów, natomiast przegrani rywalizowali o 3. miejsce. Tytuł mistrza Azerbejdżanu zdobył zespół, który wygrał fazę play-off.
We wszystkich rundach fazy play-off drużyny w parach rozgrywały dwumecz. O awansie decydowała liczba zdobytych punktów. Za zwycięstwo 3:0 lub 3:1 zespół otrzymywał 3 punkty, za zwycięstwo 3:2 – 2 punkty, za porażkę 2:3 – 1 punkt, natomiast za porażkę 1:3 lub 0:3 – 0 punktów. Jeżeli obie drużyny zdobyły taką samą liczbę punktów, rozgrywano tzw. złoty set do 15 punktów z konieczną przewagą dwóch punktów jednej z drużyn.

## Drużyny uczestniczące
W najwyższej klasie rozgrywkowej mistrzostw Azerbejdżanu w piłce siatkowej w sezonie 2024/2025 uczestniczyło 6 drużyn. W porównaniu z poprzednim sezonem do rozgrywek dołączyły zespoły Gənclər i Xilasedici.
| Yüksək Liqa 2024/2025                                                                 | Yüksək Liqa 2024/2025 |
| ------------------------------------------------------------------------------------- | --------------------- |
| Azerrail (Baku)                                                                       | 1                     |
| Murov Az Terminal (Baku)                                                              | 2                     |
| Neftçi (Baku)                                                                         | 3                     |
| MOİK (Baku)                                                                           | 4                     |
| Gənclər                                                                               | —                     |
| FHN-Xilasedici (Baku)                                                                 | —                     |
| Oznaczenia: - kolumna druga – miejsce zajęte przez daną drużynę w poprzednim sezonie. |                       |

## Hale sportowe
Głównym obiektem, w którym rozgrywano mecze mistrzostw Azerbejdżanu, było Centrum Siatkarskie Ministerstwa Młodzieży i Sportu (azer. Gənclər və İdman Nazirliyinin Voleybol Mərkəzi, GİN-nin Voleybol Mərkəzi) przy ul. Əliyara Əliyeva 108 w Baku. Część spotkań odbyła się również w:
- hali sportowej klubu Murov Az Terminal (azer. Murov Az Terminal VK-nın idman zalı),
- Olimpijskim Kompleksie Sportowym w Sumgaicie (azer. Sumqayıt Olimpiya İdman Kompleksi, Sumqayıt OİK),
- hali sportowej klubu sportowo-zdrowotnego Ministerstwa ds. Sytuacji Nadzwyczajnych (azer. Fövqəladə Hallar Nazirliyinin idman-sağlamlıq klubu, FHN-nin idman-sağlamlıq klubu).

Drugi mecz finałowy został rozegrany w Narodowej Arenie Gimnastycznej (azer. Milli Gimnastika Arenası) w Baku.

## Faza zasadnicza

### Tabela wyników
| Drużyna 1 \ Drużyna 2 | Azer-rail | Murov | Neftçi | MOİK | Gən-clər | Xila-sedici |
| --------------------- | --------- | ----- | ------ | ---- | -------- | ----------- |
| Azerrail              |           | 0:3   | 3:0    | 3:0  | 3:0      | 3:1         |
| Murov Az Terminal     | 0:3       |       | 3:0    | 3:0  | 3:0      | 3:0         |
| Neftçi                | 3:2       | 0:3   |        | 3:0  | 3:1      | 2:3         |
| MOİK                  | 0:3       | 0:3   | 0:3    |      | 3:1      | 0:3         |
| Gənclər               | 0:3       | 0:3   | 0:3    | 2:3  |          | 0:3         |
| Xilasedici            | 3:1       | 3:1   | 3:0    | 3:0  | 3:0      |             |
| Źródło:               |           |       |        |      |          |             |

| Drużyna 1 \ Drużyna 2 | Azer-rail | Murov | Neftçi | MOİK | Gən-clər | Xila-sedici |
| --------------------- | --------- | ----- | ------ | ---- | -------- | ----------- |
| Azerrail              |           | 3:2   | 3:1    | 3:0  | 3:0      | 2:3         |
| Murov Az Terminal     | 3:2       |       | 3:1    | 3:0  | 3:0      | 2:3         |
| Neftçi                | 0:3       | 1:3   |        | 3:0  | 3:1      | 1:3         |
| MOİK                  | 0:3       | 0:3   | 0:3    |      | 3:0      | 0:3         |
| Gənclər               | 0:3       | 0:3   | 0:3    | 1:3  |          | 0:3         |
| Xilasedici            | 2:3       | 2:3   | 2:3    | 3:0  | 3:0      |             |
| Źródło:               |           |       |        |      |          |             |

### Terminarz i wyniki spotkań
| WYNIKI SPOTKAŃ                                      | WYNIKI SPOTKAŃ | WYNIKI SPOTKAŃ    | WYNIKI SPOTKAŃ                          | WYNIKI SPOTKAŃ    | WYNIKI SPOTKAŃ                      | WYNIKI SPOTKAŃ |
| Data                                                | Godz.          | Gospodarz         | Rezultat                                | Gość              | Hala sportowa                       | *              |
| --------------------------------------------------- | -------------- | ----------------- | --------------------------------------- | ----------------- | ----------------------------------- | -------------- |
| 1. KOLEJKA                                          |                |                   |                                         |                   |                                     |                |
| 4.12.2024                                           | 15:00          | Murov Az Terminal | 3:0 (25:16, 25:14, 25:12)               | MOİK              | Murov Az Terminal VK-nın idman zalı | [ 9 ]          |
| 4.12.2024                                           | 17:00          | Neftçi            | 3:2 (22:25, 25:22, 19:25, 25:20, 15:13) | Azerrail          | GİN-nin Voleybol Mərkəzi            | [ 9 ]          |
| 5.12.2024                                           | 16:00          | Gənclər           | 0:3 (12:25, 23:25, 11:25)               | Xilasedici        | Sumqayıt OİK                        | [ 10 ]         |
| 2. KOLEJKA                                          |                |                   |                                         |                   |                                     |                |
| 10.12.2024                                          | 15:00          | MOİK              | 0:3 (19:25, 17:25, 10:25)               | Xilasedici        | GİN-nin Voleybol Mərkəzi            | [ 11 ]         |
| 10.12.2024                                          | 17:00          | Azerrail          | 3:0 (25:23, 25:13, 25:15)               | Gənclər           | GİN-nin Voleybol Mərkəzi            | [ 11 ]         |
| 11.12.2024                                          | 15:00          | Murov Az Terminal | 3:0 (25:19, 25:17, 25:22)               | Neftçi            | GİN-nin Voleybol Mərkəzi            | [ 12 ]         |
| 3. KOLEJKA                                          |                |                   |                                         |                   |                                     |                |
| 17.12.2024                                          | 15:00          | Neftçi            | 3:0 (25:12, 25:19, 25:18)               | MOİK              | GİN-nin Voleybol Mərkəzi            | [ 13 ]         |
| 18.12.2024                                          | 15:00          | Xilasedici        | 3:1 (19:25, 25:23, 25:18, 26:24)        | Azerrail          | FHN-nin idman-sağlamlıq klubu       | [ 14 ]         |
| 18.12.2024                                          | 16:00          | Gənclər           | 0:3 (14:25, 14:25, 13:25)               | Murov Az Terminal | Sumqayıt OİK                        | [ 14 ]         |
| 4. KOLEJKA                                          |                |                   |                                         |                   |                                     |                |
| 7.01.2025                                           | 16:00          | MOİK              | 0:3 (12:25, 10:25, 14:25)               | Azerrail          | GİN-nin Voleybol Mərkəzi            | [ 15 ]         |
| 7.01.2025                                           | 18:00          | Murov Az Terminal | 3:0 (25:21, 25:19, 25:16)               | Xilasedici        | GİN-nin Voleybol Mərkəzi            | [ 15 ]         |
| 8.01.2025                                           | 16:00          | Neftçi            | 3:1 (25:21, 25:20, 19:25, 25:20)        | Gənclər           | GİN-nin Voleybol Mərkəzi            | [ 16 ]         |
| 5. KOLEJKA                                          |                |                   |                                         |                   |                                     |                |
| 14.01.2025                                          | 16:00          | Gənclər           | 0:3 (16:25, 6:25, 13:25)                | Azerrail          | Sumqayıt OİK                        | [ 17 ]         |
| 14.01.2025                                          | 16:00          | Xilasedici        | 3:0 (25:14, 25:22, 25:14)               | MOİK              | FHN-nin idman-sağlamlıq klubu       | [ 17 ]         |
| 14.01.2025                                          | 16:00          | Neftçi            | 0:3 (18:25, 18:25, 21:25)               | Murov Az Terminal | GİN-nin Voleybol Mərkəzi            | [ 17 ]         |
| 6. KOLEJKA                                          |                |                   |                                         |                   |                                     |                |
| 17.01.2025                                          | 16:00          | MOİK              | 0:3 (17:25, 21:25, 14:25)               | Murov Az Terminal | GİN-nin Voleybol Mərkəzi            | [ 18 ]         |
| 17.01.2025                                          | 18:00          | Azerrail          | 3:0 (25:23, 25:14, 25:20)               | Neftçi            | GİN-nin Voleybol Mərkəzi            | [ 18 ]         |
| 18.01.2025                                          | 16:00          | Xilasedici        | 3:0 (25:11, 25:15, 25:16)               | Gənclər           | FHN-nin idman-sağlamlıq klubu       | [ 19 ]         |
| 7. KOLEJKA                                          |                |                   |                                         |                   |                                     |                |
| 22.01.2025                                          | 16:00          | Gənclər           | 2:3 (25:22, 19:25, 25:20, 20:25, 9:15)  | MOİK              | Sumqayıt OİK                        | [ 20 ]         |
| 22.01.2025                                          | 16:00          | Xilasedici        | 3:0 (25:16, 25:23, 25:12)               | Neftçi            | FHN-nin idman-sağlamlıq klubu       | [ 20 ]         |
| 23.01.2025                                          | 16:00          | Azerrail          | 0:3 (22:25, 20:25, 25:27)               | Murov Az Terminal | GİN-nin Voleybol Mərkəzi            | [ 21 ]         |
| 8. KOLEJKA                                          |                |                   |                                         |                   |                                     |                |
| 29.01.2025                                          | 16:00          | MOİK              | 0:3 (14:25, 13:25, 14:25)               | Neftçi            | GİN-nin Voleybol Mərkəzi            | [ 22 ]         |
| 29.01.2025                                          | 18:00          | Murov Az Terminal | 3:0 (25:16, 25:15, 25:17)               | Gənclər           | GİN-nin Voleybol Mərkəzi            | [ 22 ]         |
| 30.01.2025                                          | 16:00          | Azerrail          | 3:1 (25:21, 20:25, 25:23, 25:22)        | Xilasedici        | GİN-nin Voleybol Mərkəzi            | [ 23 ]         |
| 9. KOLEJKA                                          |                |                   |                                         |                   |                                     |                |
| 5.02.2025                                           | 16:00          | Azerrail          | 3:0 (25:16, 25:17, 25:14)               | MOİK              | GİN-nin Voleybol Mərkəzi            | [ 24 ]         |
| 6.02.2025                                           | 16:00          | Gənclər           | 0:3 (21:25, 16:25, 19:25)               | Neftçi            | Sumqayıt OİK                        | [ 25 ]         |
| 6.02.2025                                           | 17:00          | Xilasedici        | 3:1 (25:23, 19:25, 25:20, 25:20)        | Murov Az Terminal | FHN-nin idman-sağlamlıq klubu       | [ 25 ]         |
| 10. KOLEJKA                                         |                |                   |                                         |                   |                                     |                |
| 12.02.2025                                          | 16:00          | MOİK              | 3:1 (25:21, 25:23, 21:25, 25:15)        | Gənclər           | GİN-nin Voleybol Mərkəzi            | [ 26 ]         |
| 12.02.2025                                          | 18:00          | Neftçi            | 2:3 (25:22, 31:33, 29:27, 18:25, 12:15) | Xilasedici        | GİN-nin Voleybol Mərkəzi            | [ 26 ]         |
| 13.02.2025                                          | 16:00          | Murov Az Terminal | 0:3 (19:25, 26:28, 19:25)               | Azerrail          | GİN-nin Voleybol Mərkəzi            | [ 27 ]         |
| 11. KOLEJKA                                         |                |                   |                                         |                   |                                     |                |
| 18.02.2025                                          | 16:00          | Gənclər           | 0:3 (10:25, 21:25, 20:25)               | Xilasedici        | Sumqayıt OİK                        | [ 28 ]         |
| 18.02.2025                                          | 16:00          | Murov Az Terminal | 3:0 (25:15, 25:16, 25:7)                | MOİK              | GİN-nin Voleybol Mərkəzi            | [ 28 ]         |
| 18.02.2025                                          | 18:00          | Neftçi            | 0:3 (22:25, 20:25, 19:25)               | Azerrail          | GİN-nin Voleybol Mərkəzi            | [ 28 ]         |
| 12. KOLEJKA                                         |                |                   |                                         |                   |                                     |                |
| 25.02.2025                                          | 14:00          | MOİK              | 0:3 (10:25, 19:25, 11:25)               | Xilasedici        | GİN-nin Voleybol Mərkəzi            | [ 29 ]         |
| 25.02.2025                                          | 18:00          | Murov Az Terminal | 3:1 (25:18, 25:22, 24:26, 25:21)        | Neftçi            | GİN-nin Voleybol Mərkəzi            | [ 29 ]         |
| 3.03.2025                                           | 16:00          | Azerrail          | 3:0 (25:13, 25:18, 25:21)               | Gənclər           | GİN-nin Voleybol Mərkəzi            | [ 30 ]         |
| 13. KOLEJKA                                         |                |                   |                                         |                   |                                     |                |
| 28.02.2025                                          | 16:00          | Neftçi            | 3:0 (25:15, 25:23, 25:9)                | MOİK              | GİN-nin Voleybol Mərkəzi            | [ 31 ]         |
| 1.03.2025                                           | 16:00          | Gənclər           | 0:3 (10:25, 19:25, 17:25)               | Murov Az Terminal | Sumqayıt OİK                        | [ 32 ]         |
| 25.03.2025                                          | 16:00          | Xilasedici        | 2:3 (25:23, 25:27, 25:23, 23:25, 13:15) | Azerrail          | FHN-nin idman-sağlamlıq klubu       | [ 33 ]         |
| 14. KOLEJKA                                         |                |                   |                                         |                   |                                     |                |
| 5.03.2025                                           | 14:00          | MOİK              | 0:3 (19:25, 11:25, 19:25)               | Azerrail          | GİN-nin Voleybol Mərkəzi            | [ 34 ]         |
| 5.03.2025                                           | 16:00          | Murov Az Terminal | 2:3 (24:26, 25:19, 21:25, 25:17, 13:15) | Xilasedici        | GİN-nin Voleybol Mərkəzi            | [ 34 ]         |
| 5.03.2025                                           | 18:00          | Neftçi            | 3:1 (25:18, 25:15, 23:25, 25:22)        | Gənclər           | GİN-nin Voleybol Mərkəzi            | [ 34 ]         |
| 15. KOLEJKA                                         |                |                   |                                         |                   |                                     |                |
| 12.03.2025                                          | 16:00          | Gənclər           | 1:3 (22:25, 25:22, 21:25, 18:25)        | MOİK              | Sumqayıt OİK                        | [ 35 ]         |
| 12.03.2025                                          | 16:00          | Xilasedici        | 2:3 (25:27, 23:25, 25:23, 26:24, 13:15) | Neftçi            | FHN-nin idman-sağlamlıq klubu       | [ 35 ]         |
| 12.03.2025                                          | 16:00          | Azerrail          | 3:2 (27:25, 24:26, 19:25, 25:21, 15:10) | Murov Az Terminal | GİN-nin Voleybol Mərkəzi            | [ 35 ]         |
| 16. KOLEJKA                                         |                |                   |                                         |                   |                                     |                |
| 19.03.2025                                          | 16:00          | Xilasedici        | 3:0 (25:17, 25:22, 25:18)               | Gənclər           | FHN-nin idman-sağlamlıq klubu       | [ 36 ]         |
| 19.03.2025                                          | 16:00          | MOİK              | 0:3 (20:25, 17:25, 24:26)               | Murov Az Terminal | GİN-nin Voleybol Mərkəzi            | [ 36 ]         |
| 19.03.2025                                          | 18:00          | Azerrail          | 3:1 (25:19, 25:19, 23:25, 26:24)        | Neftçi            | GİN-nin Voleybol Mərkəzi            | [ 36 ]         |
| 17. KOLEJKA                                         |                |                   |                                         |                   |                                     |                |
| 28.03.2025                                          | 16:00          | Xilasedici        | 3:0 (27:25, 25:15, 25:15)               | MOİK              | FHN-nin idman-sağlamlıq klubu       | [ 37 ]         |
| 28.03.2025                                          | 16:00          | Gənclər           | 0:3 (23:25, 14:25, 13:25)               | Azerrail          | Sumqayıt OİK                        | [ 37 ]         |
| 28.03.2025                                          | 16:00          | Neftçi            | 1:3 (20:25, 27:29, 27:25, 16:25)        | Murov Az Terminal | GİN-nin Voleybol Mərkəzi            | [ 37 ]         |
| 18. KOLEJKA                                         |                |                   |                                         |                   |                                     |                |
| 8.04.2025                                           | 14:00          | MOİK              | 0:3 (21:25, 23:25, 18:25)               | Neftçi            | GİN-nin Voleybol Mərkəzi            | [ 38 ]         |
| 8.04.2025                                           | 16:00          | Azerrail          | 2:3 (25:17, 25:19, 21:25, 25:27, 10:15) | Xilasedici        | GİN-nin Voleybol Mərkəzi            | [ 38 ]         |
| 8.04.2025                                           | 18:00          | Murov Az Terminal | 3:0 (25:15, 26:24, 25:19)               | Gənclər           | GİN-nin Voleybol Mərkəzi            | [ 38 ]         |
| 19. KOLEJKA                                         |                |                   |                                         |                   |                                     |                |
| 11.04.2025                                          | 15:00          | Gənclər           | 0:3 (17:25, 20:25, 28:30)               | Neftçi            | GİN-nin Voleybol Mərkəzi            | [ 39 ]         |
| 11.04.2025                                          | 16:00          | Xilasedici        | 2:3 (25:21, 25:18, 25:27, 21:25, 13:15) | Murov Az Terminal | FHN-nin idman-sağlamlıq klubu       | [ 39 ]         |
| 11.04.2025                                          | 16:00          | Azerrail          | 3:0 (25:15, 25:12, 25:16)               | MOİK              | GİN-nin Voleybol Mərkəzi            | [ 39 ]         |
| 20. KOLEJKA                                         |                |                   |                                         |                   |                                     |                |
| 13.04.2025                                          | 14:00          | MOİK              | 3:0 (25:21, 25:21, 25:18)               | Gənclər           | GİN-nin Voleybol Mərkəzi            | [ 40 ]         |
| 13.04.2025                                          | 16:00          | Neftçi            | 1:3 (20:25, 18:25, 25:23, 26:28)        | Xilasedici        | GİN-nin Voleybol Mərkəzi            | [ 40 ]         |
| 13.04.2025                                          | 18:00          | Murov Az Terminal | 3:2 (15:25, 19:25, 27:25, 25:18, 15:10) | Azerrail          | GİN-nin Voleybol Mərkəzi            | [ 40 ]         |
| Godziny według czasu lokalnego (UTC+4). Terminarze: |                |                   |                                         |                   |                                     |                |

### Tabela
| Lp.                    | Drużyna           | Pkt | Mecze | Mecze | Mecze | Rodzaj wyniku | Rodzaj wyniku | Rodzaj wyniku | Rodzaj wyniku | Rodzaj wyniku | Rodzaj wyniku | Sety | Sety | Sety  |
| Lp.                    | Drużyna           | Pkt | M     | W     | P     | 3:0           | 3:1           | 3:2           | 2:3           | 1:3           | 0:3           | wyg. | prz. | stos. |
| ---------------------- | ----------------- | --- | ----- | ----- | ----- | ------------- | ------------- | ------------- | ------------- | ------------- | ------------- | ---- | ---- | ----- |
| 1                      | Murov Az Terminal | 48  | 20    | 16    | 4     | 12            | 2             | 2             | 2             | 1             | 1             | 53   | 18   | 2.94  |
| 2                      | Azerrail          | 46  | 20    | 15    | 5     | 11            | 2             | 2             | 3             | 1             | 1             | 52   | 21   | 2.48  |
| 3                      | Xilasedici        | 45  | 20    | 15    | 5     | 9             | 3             | 3             | 3             | 1             | 1             | 52   | 24   | 2.17  |
| 4                      | Neftçi            | 29  | 20    | 10    | 10    | 6             | 2             | 2             | 1             | 4             | 5             | 36   | 36   | 1     |
| 5                      | MOİK              | 11  | 20    | 4     | 16    | 1             | 2             | 1             | 0             | 0             | 16            | 12   | 52   | 0.23  |
| 6                      | Gənclər           | 1   | 20    | 0     | 20    | 0             | 0             | 0             | 1             | 4             | 15            | 6    | 60   | 0.1   |
| Legenda: faza play-off |                   |     |       |       |       |               |               |               |               |               |               |      |      |       |

Źródło: 
Punktacja: 3:0 i 3:1 – 3 pkt; 3:2 – 2 pkt; 2:3 – 1 pkt; 1:3 i 0:3 – 0 pkt
Zasady ustalania kolejności: 1. liczba punktów; 2. liczba zwycięstw; 3. stosunek setów; 4. stosunek małych punktów; 5. bilans w bezpośrednich meczach

## Faza play-off
Godziny według czasu lokalnego (UTC+4).

### Drabinka
|  |           |                   |           |           |           |                    |     |        |                   |          |        |        |
|  | Półfinały | Półfinały         | Półfinały | Półfinały | Półfinały |                    |     | Finały | Finały            | Finały   | Finały | Finały |
|  | Półfinały | Półfinały         | Półfinały | Półfinały | Półfinały |                    |     | Finały | Finały            | Finały   | Finały | Finały |
|  |           |                   |           |           |           |                    |     |        |                   |          |        |        |
|  |           |                   |           |           |           |                    |     |        |                   |          |        |        |
|  | 1         | Murov Az Terminal | 3         | 3         | [6]       |                    |     |        |                   |          |        |        |
|  | 1         | Murov Az Terminal | 3         | 3         | [6]       |                    |     |        |                   |          |        |        |
|  | 4         | Neftçi            | 0         | 0         | [0]       |                    |     |        |                   |          |        |        |
|  | 4         | Neftçi            | 0         | 0         | [0]       |                    |     | 1      | Murov Az Terminal | 0        | 1      | [0]    |
|  |           |                   |           |           |           |                    |     | 1      | Murov Az Terminal | 0        | 1      | [0]    |
|  |           |                   | 2         | Azerrail  | 3         | 3                  | [6] |        |                   |          |        |        |
|  | 2         | Azerrail          | 2         | Azerrail  | 3         | 3                  | [6] | 3      | 1                 | [3] (15) |        |        |
|  | 2         | Azerrail          |           |           |           |                    |     |        |                   | [3] (15) |        |        |
|  | 3         | Xilasedici        | 0         | 3         | [3] (13)  |                    |     |        |                   |          |        |        |
|  | 3         | Xilasedici        | 0         | 3         | [3] (13)  | Mecze o 3. miejsce |     |        |                   |          |        |        |
|  |           |                   |           |           |           |                    |     |        |                   |          |        |        |
|  |           |                   |           |           |           |                    |     |        |                   |          |        |        |
|  |           |                   |           |           |           |                    |     |        |                   |          |        |        |
|  | 3         | Xilasedici        | 3         | 3         | [6]       |                    |     |        |                   |          |        |        |
|  | 3         | Xilasedici        | 3         | 3         | [6]       |                    |     |        |                   |          |        |        |
|  | 4         | Neftçi            | 0         | 1         | [0]       |                    |     |        |                   |          |        |        |
|  | 4         | Neftçi            | 0         | 1         | [0]       |                    |     |        |                   |          |        |        |

Uwagi: W nawiasach kwadratowych podano liczbę punktów zdobytych przez daną drużynę w dwumeczu, natomiast w nawiasach okrągłych – wynik złotego seta.

### Półfinały
Format: dwumecz z ewentualnym złotym setem
Punktacja: 3:0 i 3:1 – 3 pkt; 3:2 – 2 pkt; 2:3 – 1 pkt; 1:3 i 0:3 – 0 pkt
| Data                  | Godz.                 | Gospodarz             | Rezultat                         | Gość              | Hala sportowa            | *              |
| --------------------- | --------------------- | --------------------- | -------------------------------- | ----------------- | ------------------------ | -------------- |
| Murov Az Terminal (1) | Murov Az Terminal (1) | Murov Az Terminal (1) | 6 – 0                            | (4) Neftçi        | (4) Neftçi               | (4) Neftçi     |
| 16.04.2025            | 15:00                 | Murov Az Terminal     | 3:0 (25:20, 25:19, 27:25)        | Neftçi            | GİN-nin Voleybol Mərkəzi | [ 64 ]         |
| 18.04.2025            | 17:00                 | Neftçi                | 0:3 (19:25, 18:25, 14:25)        | Murov Az Terminal | GİN-nin Voleybol Mərkəzi | [ 65 ]         |
| Azerrail (2)          | Azerrail (2)          | Azerrail (2)          | 3 – 3                            | (3) Xilasedici    | (3) Xilasedici           | (3) Xilasedici |
| 16.04.2025            | 17:00                 | Azerrail              | 3:0 (25:22, 25:18, 25:23)        | Xilasedici        | GİN-nin Voleybol Mərkəzi | [ 64 ]         |
| 18.04.2025            | 15:00                 | Xilasedici            | 3:1 (24:26, 25:20, 30:28, 25:22) | Azerrail          | GİN-nin Voleybol Mərkəzi | [ 65 ]         |
|                       |                       | Xilasedici            | złoty set: 13:15                 | Azerrail          |                          | [ 65 ]         |
| Terminarz:            |                       |                       |                                  |                   |                          |                |

### Mecze o 3. miejsce
Format: dwumecz z ewentualnym złotym setem
Punktacja: 3:0 i 3:1 – 3 pkt; 3:2 – 2 pkt; 2:3 – 1 pkt; 1:3 i 0:3 – 0 pkt
| Data           | Godz.          | Gospodarz      | Rezultat                         | Gość       | Hala sportowa            | *          |
| -------------- | -------------- | -------------- | -------------------------------- | ---------- | ------------------------ | ---------- |
| Xilasedici (3) | Xilasedici (3) | Xilasedici (3) | 6 – 0                            | (4) Neftçi | (4) Neftçi               | (4) Neftçi |
| 20.04.2025     | 17:00          | Neftçi         | 0:3 (20:25, 22:25,17:25)         | Xilasedici | GİN-nin Voleybol Mərkəzi | [ 67 ]     |
| 21.04.2025     | 17:00          | Xilasedici     | 3:1 (25:18, 23:25, 25:17, 25:18) | Neftçi     | GİN-nin Voleybol Mərkəzi | [ 68 ]     |
| Terminarz:     |                |                |                                  |            |                          |            |

### Finały
Format: dwumecz z ewentualnym złotym setem
Punktacja: 3:0 i 3:1 – 3 pkt; 3:2 – 2 pkt; 2:3 – 1 pkt; 1:3 i 0:3 – 0 pkt
| Data                  | Godz.                 | Gospodarz             | Rezultat                         | Gość              | Hala sportowa            | *            |
| --------------------- | --------------------- | --------------------- | -------------------------------- | ----------------- | ------------------------ | ------------ |
| Murov Az Terminal (1) | Murov Az Terminal (1) | Murov Az Terminal (1) | 0 – 6                            | (2) Azerrail      | (2) Azerrail             | (2) Azerrail |
| 22.04.2025            | 15:00                 | Azerrail              | 3:0 (25:19, 25:17, 25:18)        | Murov Az Terminal | GİN-nin Voleybol Mərkəzi | [ 69 ]       |
| 25.04.2025            | 15:00                 | Murov Az Terminal     | 1:3 (20:25, 22:25, 25:17, 17:25) | Azerrail          | Milli Gimnastika Arenası | [ 70 ]       |
| Terminarz:            |                       |                       |                                  |                   |                          |              |

## Klasyfikacja końcowa
| Poz. | Drużyna           | Uwagi                              |
| 1.   | Azerrail          | prawo udziału w el. Ligi Mistrzów  |
| 2.   | Murov Az Terminal |                                    |
| 3.   | Xilasedici        | prawo udziału w Pucharze Challenge |
| 4.   | Neftçi            |                                    |
| 5.   | MOİK              |                                    |
| 6.   | Gənclər           |                                    |

Uwaga: Zespół Xilasedici uzyskał prawo gry w Pucharze Challenge jako zdobywca Pucharu Azerbejdżanu.
Źródło: 

## Nagrody indywidualne
| Nagroda                  | Zawodnik                  | Klub              |
| ------------------------ | ------------------------- | ----------------- |
| Najlepszy zawodnik (MVP) | Siergiej Płatanienkow     | Azerrail          |
| Najlepszy rozgrywający   | Roman Jegorow             | Azerrail          |
| Najlepszy atakujący      | Nikita Aleksiejew         | Murov Az Terminal |
| Najlepsi przyjmujący     | Seppe Baetens             | Murov Az Terminal |
| Najlepsi przyjmujący     | Mohammad Hosejn Czarchlui | Azerrail          |
| Najlepsi środkowi        | Aleksiej Samojlenko       | Murov Az Terminal |
| Najlepsi środkowi        | Gustavo Almora            | Xilasedici        |
| Najlepszy libero         | Nihad Qasımov             | Azerrail          |
| Najlepszy młodzieżowiec  | Zamiq Mayılov             | Gənclər           |
| Źródło:                  |                           |                   |